# Gnadochaeta antennalis
Gnadochaeta antennalis är en tvåvingeart som först beskrevs av Aldrich 1934.  Gnadochaeta antennalis ingår i släktet Gnadochaeta och familjen parasitflugor. Inga underarter finns listade i Catalogue of Life.